# Gary Whitta
Gary Whitta est un scénariste, auteur et graphiste américain de jeux vidéo né le 21 juillet 1972 à Londres.
Il a écrit le scénario des films Le Livre d'Eli (2010), After Earth (2013) et Rogue One: A Star Wars Story (2016).

## Carrière
Whitta a commencé sa carrière comme auteur et chroniqueur de jeux vidéo pour le magazine ACE. Quand ACE ferma (en 1992) il devint rédacteur adjoint de The One Amiga et créa le magazine PC Gamer au Royaume-Uni. Il a ensuite hérité du poste de rédacteur de Total Football. Plusieurs années plus tard, il s'en alla aux États-Unis puis devint le rédacteur en chef de la version américaine de PC Gamer. Il abandonna son poste en 2000 mais continua à écrire des articles.

### Scénariste
Gary Whitta écrit un certain nombre de scripts pour des séries télés tels que Star Trek: Voyager ou encore Futurama (en tenant compte des scripts rejetés par les productions)
Whitta fut scénariste de films à succès tel que Le Livre d'Eli (2010), il travailla sur un scénario connu comme le « Monkey Project » avec Chris Weston.
Des rumeurs plus récentes l'ont lié à un certain « Blizzard Project » qui serait basé sur une série de jeux vidéo. Il a été annoncé sur FirstShowing.net que Whitta a été engagé pour un reboot d'Akira (1988), mais cela reste à vérifier… Il écrit le scénario du thriller Éternel mais aussi de After Earth (2013).
Mais sa carrière est en train d'évoluer rapidement puisqu'il est co-scénariste de Rogue One: A Star Wars Story, le premier spin-off de la saga Star Wars dirigé par Gareth Edwards.

### Graphiste de jeux vidéo
Dans l'univers du développement des jeux vidéo, Whitta est présent dans les crédits des nombreux jeux tel que Duke Nukem Forever, Prey et Gears of War. Il a travaillé comme designer chez Microsoft, Electronic Arts, Activision, Midway Games et bien d'autres. Plus récemment, Gary Witta a été appelé pour diriger le développement narratif de l'adaptation en jeu vidéo de la série télévisée The Walking Dead.